# Alexander tí hon
Alexander tí hon (tiếng Nga: Александр Маленький, tiếng Đức: Alexander der Kleine) là một bộ phim tâm lý, khai thác đề tài Thế chiến II của đạo diễn Vladimir Fokin, ra mắt lần đầu năm 1982.
Truyện phim dựa theo truyện vừa cùng tên của nhà văn Christine Brückner.

## Ê-kíp
- Thiết kế sản xuất: Erich Krüllke
- Phục trang: Günter Schmidt
- Âm thanh: Valentin Khlobynin